# 농수산기업연합회
농수산기업연합회는 회원들의 기업가치 극대화를 위한 지식과 정보를 공유하고, 교류를 통하여 해외진출지원과 공동마케팅으로 상호 우익을 증진할 목적으로 2011년 12월 22일 설립 허가된 대한민국 농림축산식품부 소관의 사단법인이다. 사무실은 경기도 수원시 권선구 서둔동 211-2에 있다.

## 주요 사업
- 농림수산식품 관련 기업 해외 사업 진출
- 국내 해외 농림수산식품관련 기업의 공조체제로 글로벌 기업화 추진
- 국내 해외 농림수산식품사업 시장, 경영 마케팅에 대한 정보 공유
- 농림수산식품업 해외수출기지 구축 및 거점화 사업
- 농림수산식품업 관련 국내·외 정부 기관 및 단체와의 공조 유지
- 정부의 농림수산식품관련 정책에 관한 협조 및 수임 사업
- 회원의 경영애로 해소 및 교육·지도 컨설팅사업
- 농림수산식품업 해외수출 및 해외 농림수산업개발 농정현안에 대한 검토 및 대정부 건의
- 농림수산식품업에 관한 교육, 전시, 홍보 관련 사업 등